# Depredador (película)
Depredador  es una película estadounidense de acción y ciencia ficción militar de 1987, dirigida por John McTiernan, escrita por Jim Thomas y John Thomas. Es la primera entrega de la franquicia. Protagonizada por Arnold Schwarzenegger, Carl Weathers, Jesse Ventura, Kevin Peter Hall, Elpidia Carrillo, Bill Duke, Shane Black, Richard Chaves y Sonny Landham en los papeles principales. La película narra la historia de una fuerza de élite que emprende una misión para rescatar un rehén de una guerrilla ubicada en América Central. Mientras realizan la misión serán a su vez acechados por un cazador extraterrestre tecnológicamente avanzado.
La película fue escrita en 1984 bajo el título de trabajo de Hunter (Cazador). El rodaje se llevó a cabo de marzo a junio de 1986 con el diseño de la criatura creado por Stan Winston; el presupuesto fue de alrededor de 15 millones de dólares. 20th Century Fox estrenó la película el 12 de junio de 1987 en los Estados Unidos, donde recaudó 98,3 millones de dólares. Las críticas iniciales fueron mixtas, pero desde entonces la película ha sido revaluada como un clásico del género de acción.
Fue galardonada con el Premio Saturno 1988 a la mejor música (Alan Silvestri) y además recibió los premios BMI-Música 1988, para Alan Silvestri, y el Golden Reel 1988 de la Motion Picture Sound Editors en la categoría mejor montaje y efectos de sonido (Richard Shorr).
El éxito de la película generó una franquicia de medios de películas, novelas, cómics, videojuegos y juguetes. Dio lugar a tres secuelas directas: Depredador 2 (1990), Depredadores (2010) y El Depredador (2018), una precuela titulada Prey (2022), la película animada Predator: Killer of Killers (2025) y un spin-off titulado Predator: Badlands (2025) . Se realizó un crossover con la franquicia Alien produciendo las películas del universo Aliens vs Predator, la cual incluye las películas Alien vs. Predator (2004) y Aliens vs. Predator: Requiem (2007), que tienen conexión con la ya mencionada antes Badlands.

## Argumento
La película comienza mostrando una nave espacial desplegando una lanzadera a la Tierra. Tiempo después, la acción se traslada a las costas de Centroamérica donde un equipo paramilitar de rescate, dirigido por el Delta y veterano de la guerra de Vietnam el Mayor Alan "Dutch" Schaeffer es enviado a rescatar a un ministro del gabinete presidencial secuestrado por un grupo guerrillero. Dutch junto con un antiguo compañero de las Fuerzas Especiales del Ejército de Estados Unidos, actualmente perteneciente al Centro de Actividades Especiales de la CIA, llamado George Dillon y el resto de los cinco componentes del equipo, son transportados en helicóptero a la jungla.
Al llegar, descubren los restos de un helicóptero accidentado en la zona y poco después encuentran los cuerpos de unos soldados de las Fuerzas Especiales de Estados Unidos despellejados, la presencia de un grupo como ese en la zona desconcierta a Dutch. Tiempo después dan con un campamento fuertemente defendido con presencia de militares soviéticos. Acaban con todo el campamento excepto con una guerrillera llamada Anna que es capturada. Dutch descubre que la misión de rescate no era tal, sino que habían sido enviados a destruir el campamento rebelde. Dillon reconoce que los cuerpos que habían encontrado antes eran agentes desaparecidos de la CIA.
Mientras se dirigen al punto de extracción por un camino poco recomendable son observados a distancia por una criatura desconocida, que usa técnicas de termografía. Dos miembros del grupo son asesinados misteriosamente y los supervivientes comienzan a darse cuenta de que hay algo en la jungla que los está observando. Anna les cuenta que es un viejo demonio, conocido localmente por cazar y destripar humanos durante los veranos calurosos. Pese a los intentos de localizar y atrapar a la criatura, el grupo se va reduciendo poco a poco, de uno en uno, hasta que sólo quedan Dutch y Anna. Dutch se da cuenta de que la criatura sólo ataca a aquéllos que llevan armas, así que envía a Anna desarmada al punto de extracción. Dutch huye perseguido por la criatura y, accidentalmente, cae por una cascada y nada hasta la orilla, quedando cubierto de barro, circunstancia que le permite observar a la criatura sin que ésta lo localice. Así, descubre que es un extraterrestre bípedo mimetizado, por lo que llega a la conclusión de que el barro ha bloqueado el sensor térmico del extraterrestre.
Dutch se enfrenta al extraterrestre usando barro como camuflaje y preparando una serie de trampas y armas improvisadas para atraparlo. Llama la atención del extraterrestre, pero éste no es capaz de encontrarlo, a causa del barro con que cubrió su cuerpo y de las hogueras que encendió y que distorsionan su visión; en esta situación, gracias a las emboscadas del soldado, la criatura pierde su camuflaje. Aun así el extraterrestre consigue contraatacar y capturar a Dutch, aunque le ofrece un duelo final mano a mano. 
Dutch se ve acorralado, ya que la criatura no siente sus golpes y posee una fuerza descomunal, pero aun así consigue guiar al extraterrestre hasta una trampa. Éste la descubre y rodea, pero Dutch la activa y logra aplastarlo con el tronco que usó como contrapeso, dejándolo herido de muerte. No obstante, el extraterrestre activa un dispositivo que tiene en su brazo, poniendo en marcha una cuenta atrás. Dutch presiente que se trata de algo nada bueno, así que huye y se pone a cubierto, mientras una enorme explosión arrasa la jungla. Finalmente, Anna regresa, en el helicóptero, para rescatar a Dutch.

## Reparto
| Actor                 | Personaje                           | Notas              |
| --------------------- | ----------------------------------- | ------------------ |
| Arnold Schwarzenegger | Mayor Alan "Dutch" Schaefer         |                    |
| Carl Weathers         | George Dillon                       |                    |
| Elpidia Carrillo      | Anna Gonsalves                      |                    |
| Bill Duke             | Mac Eliot                           |                    |
| Richard Chaves        | Jorge "Poncho" Ramírez              |                    |
| Jesse Ventura         | Blain Cooper                        |                    |
| Sonny Landham         | Billy Sole                          |                    |
| Shane Black           | Rick Hawkins                        |                    |
| R. G. Armstrong       | Mayor General Homer Phillips        |                    |
| Kevin Peter Hall      | Depredador / Piloto del helicóptero |                    |
| Sven-Ole Thorsen      | Asesor militar soviético            |                    |
| Peter Cullen          | Depredador                          | Voz. No acreditado |

## Producción
Después del lanzamiento de Rocky IV, había un chiste circulando por Hollywood. Como Rocky Balboa se había quedado sin oponentes en la tierra, en la quinta parte de la película tendría que enfrentarse a un extraterrestre. Los guionistas Jim y John Thomas se tomaron el chiste en serio y desarrollaron un guion basado en ello. El guion se llamaba inicialmente Hunter (traducido como cazador).
20th Century Fox adquirió el guion en 1985 y se lo adjudicó al productor Joel Silver, ya que había demostrado en películas como Comando que era capaz de convertir un guion de ciencia ficción de baja calidad en una gran producción. Para ello tuvo como coproductor a su anterior jefe Lawrence Gordon y juntos eligieron a John McTiernan para que dirigiera su primera película de estudio.
20th Century Fox produjo la película junto a Amercent Films, American Entertainment Partners L.P., Davis Entertainment, Lawrence Gordon Productions y Silver Pictures La distribución quedó a cargo de 20th Century Fox.
La película fue calificada R en Estados Unidos, no recomendada a menores de dieciséis años en Argentina y no recomendada para menores de dieciocho años en España y Chile.
Para mantener la forma entre los integrantes del elenco se estableció una competitividad entre ellos fuera de la película, fue frecuente la realización de concursos de entrenamiento con pesas y pasar horas en el gimnasio compitiendo entre ellos.
Entre este elenco de atletas incluyeron, según las propias palabras del productor, a Carl Weathers porque necesitaban un buen actor al lado de Schwarzenegger, y al guionista Shane Black para que ayudara si fuera necesario al entonces primerizo director John McTiernan, cosa que nunca llegó a hacer.
En un principio el papel de Predator iba a ser interpretado por Jean-Claude Van Damme para dotar a la criatura de unos movimientos ágiles, como un ninja. Cuando se realizaron comparaciones de altura y tamaño respecto al resto de actores, quedó claro que se necesitaba un actor de más altura. Además se dijo que Van Damme se quejó de que el traje daba demasiado calor y que él no aparecería en pantalla sin el traje. En la autobiografía de Jesse Ventura, dice que en las primeras fases de la producción Van Damme hirió a un especialista a propósito.
Van Damme fue excluido de la película y reemplazado por Kevin Peter Hall, quien con sus dos metros y diecinueve centímetros de altura había acabado de interpretar a un pie grande en Harry y los Hendersons.

### Rodaje y localizaciones

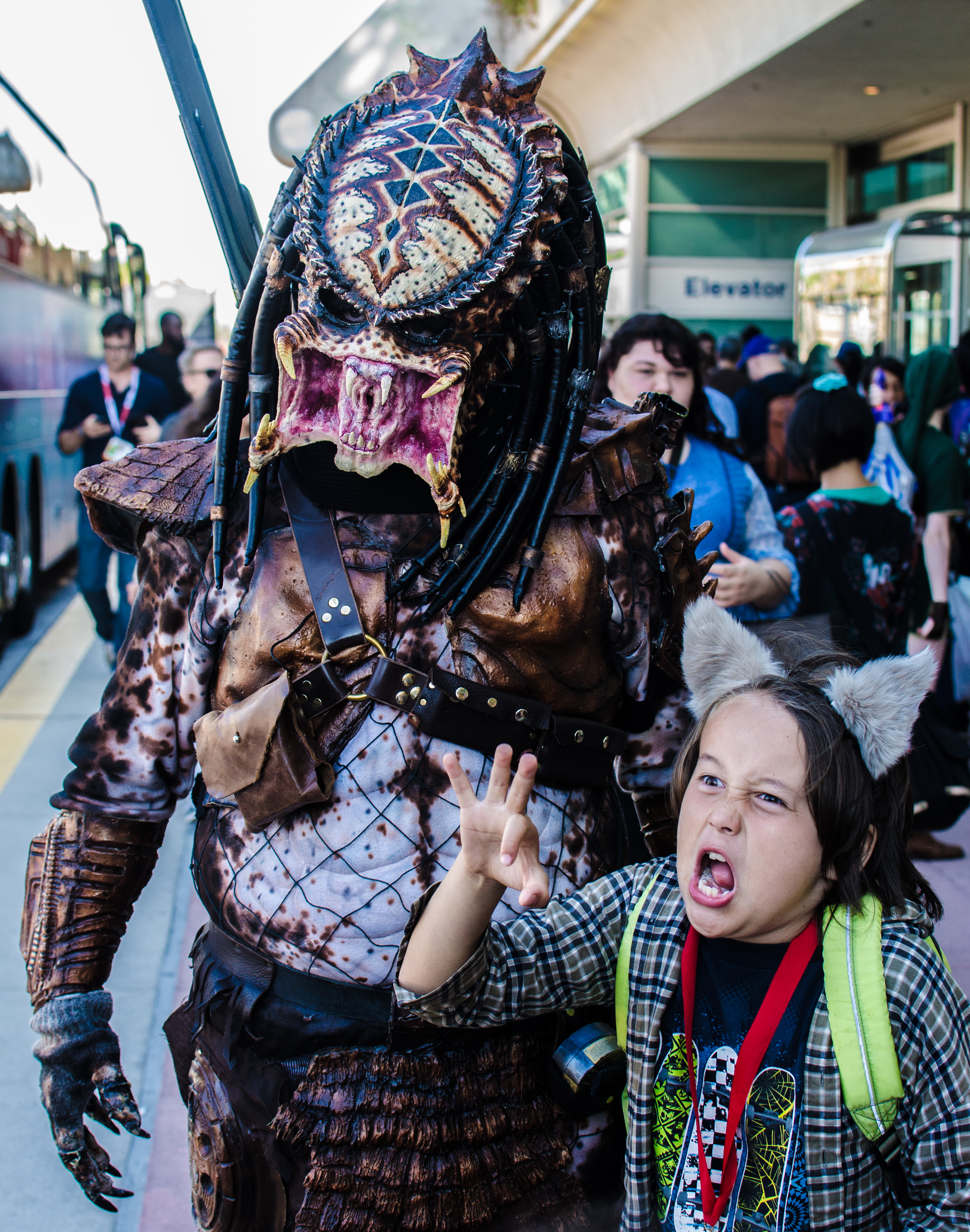
Cosplay de Depredador.

Parte de la película se rodó en México, en las junglas de Palenque, en la cascada Misol-Ha, en Villahermosa, Tabasco y en Puerto Vallarta.
Según Schwarzenegger, la película requería mucho esfuerzo físico, él tenía que nadar en agua muy fría y pasó tres semanas cubierto de barro para la escena final. La temperatura en la jungla era muy fría, por lo que continuamente tenían que tener encendidas lámparas calefactoras. El terreno era muy escarpado, dijo: Siempre en una colina. Estábamos todo el día en una colina, una pierna arriba, la otra abajo, nunca era llano. Fue terrible. Schwarzenegger además tuvo que hacer frente a Kevin Peter Hall, disfrazado, el disfraz no le permitía ver. El actor recordaba: así que cuando se supone que tenía que golpearme y estar lejos de mi cara, de repente, ¡whap! ¡Ahí está la mano con esas garras! Hall dijo en una entrevista: no fue una película, fue una historia de supervivencia.  Por ejemplo, en una escena que Predator debía perseguir a Dutch, el agua estaba repugnante, estancada y llena de sanguijuelas.

### Música
La banda sonora está compuesta por Alan Silvestri, que acababa de componer la de Back to the Future en 1985, con gran éxito. Depredador era su primera gran película de acción, y la banda sonora tiene la mayoría de sus particularidades creativas: toques de cuerno, instrumentos de cuerda stacatto y redobles de timbal de concierto que destacan el suspense y las escenas de acción.
La canción "Long Tall Sally" de Little Richard suena en la escena en la que el helicóptero se dirige hacia la jungla; Mac incluso recita unas pocas líneas de la letra de la canción mientras va en busca de Predator después que este se había escapado de una trampa.
Alan Silvestri también compuso la banda sonora de Depredador 2 convirtiéndose en el único compositor que ha intervenido en más de una película en la saga Alien o Depredador. La primaria y bélica banda sonora recibió muy buenas críticas y es considerada una de las clásicas de Alan Silvestri, con un tema basado en instrumentos de percusión muy pegadizo.
Partes de la banda sonora fueron apareciendo en distintos recopilatorios entre 1997 y 2001, algunos incluían canciones que sonaban en la película, música de la secuela, frases de Schwarzenegger, etc. pero todos incluían las mismas piezas de Silvestri. Finalmente en 2003 Varese Sarabande lanzó una banda sonora sobre la película con una calidad sonora muy alta.

### Efectos especiales
La compañía R/Greenberg Associates creó los efectos ópticos de la película, incluyendo la invisibilidad de la criatura, la visión termográfica, la sangre fluorescente y las descargas eléctricas. El efecto de invisibilidad fue conseguido haciendo que una persona del tamaño de la criatura llevara un traje rojo brillante (se eligió este color por ser el más diferente del color verde de la jungla y del azul del cielo). El rojo fue eliminado posteriormente con técnicas de croma dejando un espacio vacío. A continuación se repetía la toma sin los actores usando una lente un 30% más ancha, después se combinaban las dos tomas, como la segunda toma se había rodado con una lente distinta, se podía percibir un vago perfil de la criatura. Para la termografía, no se podía usar una cinta infrarroja porque no registraba la longitud de onda de la temperatura corporal; Se usó un video escáner térmico que obtenía buenas imágenes. La sangre fluorescente se consiguió a partir de barras luminosas como las usadas por los campistas mezclada con lubricante íntimo para dar consistencia. Las descargas eléctricas fueron realizadas con animación por rotoscopio. 
El diseño de la criatura corresponde al diseñador de efectos especiales Stan Winston. En un vuelo desde Japón con el director James Cameron, Winston, que había sido contratado para diseñar a Predator, estaba haciendo bocetos y Cameron al ver lo que estaba dibujando dijo "Siempre he querido ver uno con mandíbulas". Al oírlo Winston decidió incluirlas en sus diseños.
El estudio de Stan Winston creó todos los efectos visuales para la película y su secuela, realizando el traje para Kevin Peter Hall y los efectos faciales.
La criatura fue diseñada inicialmente con un largo cuello, cabeza canina y un único ojo. Este diseño fue desechado al comprobar que el rodaje en un entorno de jungla sería demasiado complicado. Antes de contratar a Stan, el estudio contrató a Richard Edlund, pero existieron problemas en el rodaje debido a la longitud de las piernas del diseño y se despidió a Richard Edlund. Después de seis semanas de rodaje la producción se tuvo que detener para que Winston pudiera rediseñar la criatura, este periodo duró ocho meses, entonces se continuó el rodaje durante cinco semanas acabando en febrero de 1987.

## Recepción

### Taquilla
Depredador fue el número uno en taquilla en el fin de semana de su estreno, recaudando doce millones de dólares. En total recaudó en Estados Unidos USD 59 735 548 y en el resto del mundo USD 38 532 010. El éxito de esta primera película propició la realización de una secuela, titulada Depredador 2 y estrenada en 1990. Tiempo después se volverían a realizar películas sobre el personaje de Depredador junto con el de la saga Alien, tituladas: Alien vs. Depredador (2004) y Alien vs. Depredador 2 (2007). El 9 de julio del 2010 se estrenó otra película de la saga titulada en inglés Predators y en 2018 se estrenó una más llamada El Depredador.

### Crítica
La reacción inicial de la crítica fue negativa, los críticos destacaron la falta de historia y diversión. Janet Maslin del The New York Times la describió como espeluznante y aburrida, con pocas sorpresas Peter Stack del San Francisco Chronicle escribió que la película es una cosa insignificante si se la mira bien, tiene poco de la provocativa inteligencia que existía en "Terminator. Pero al menos tiene algo de suspenso y algún susto."  Dean Lamanna escribió en Cinefantastique que la monstruosamente militarizada película, cansa por su carencia de originalidad  La revista Variety dijo que la película está un poco por encima de la media de las películas de acción, intenta compensar el insignificante argumento con unas espeluznantes muertes, y unos impresionantes efectos especiales  Michael Wilmington escribió una reseña negativa centrándose en la historia, sin duda una de las películas más vacías, flojas y sin originalidad que un estudio ha realizado.
Aunque en general la crítica fue negativa, también recibió alguna positiva, Roger Ebert del Chicago Sun-Times alabó a la película diciendo: tiene una Buena fotografía y unos efectos especiales increíbles, además da lo que se espera de ella, una película de acción eficaz, pero también dijo que: la película va tan rápido que no da tiempo a preguntarse por qué una especie alienígena haría el esfuerzo de enviar una criatura a la Tierra solo para que acabara con soldados estadounidenses, o por qué una criatura de este estilo querría un enfrentamiento cuerpo a cuerpo.
Con el paso de los años las reacciones a la película se han calmado, en el año 2007 la revista Entertainment Weekly la nombró como la número veintidós en la lista de las mejores películas de acción de todos los tiempos. También la clasificó en el puesto número catorce en la lista de "The Best Rock-'em, Sock-'em Movies of the Past 25 Years" (traducido como las mejores películas de "sacudir y golpear" de los últimos 25 años). Ejemplo de esto es la puntuación en Rotten Tomatoes, 76%. lo cual le daría el título de película de culto.

## Premios y nominaciones
| Año  | Premio             | Categoría                         | Candidato                                                         | Resultado |
| ---- | ------------------ | --------------------------------- | ----------------------------------------------------------------- | --------- |
| 1988 | Premios Óscar      | Mejores efectos visuales          | Joel Hynek Robert M. Greenberg Richard Greenberg Stan Winston     | Nominado  |
| 1988 | Premios Saturn     | Mejor banda sonora                | Alan Silvestri                                                    | Ganador   |
| 1988 | Premios Saturn     | Mejor película de ciencia ficción | Depredador                                                        | Nominado  |
| 1988 | Premios Saturn     | Mejor actor                       | Arnold Schwarzenegger                                             | Ganador   |
| 1988 | Premios Saturn     | Mejores efectos especiales        | Joel Hynek Robert M. Greenberg Richard Greenberg Stan Winston     | Ganador   |
| 1988 | Premios Hugo       | Mejor presentación dramática      | John McTiernan (dirección) Jim Thomas (guion) John Thomas (guion) | Nominado  |
| 1988 | Premios BMI        | Mejor banda sonora                | Alan Silvestri                                                    | Nominado  |
| 1988 | Premio Golden Reel | Mejor edición de sonido           | Richard Shorr                                                     | Nominado  |

## Adaptaciones
Source the Software House Ltd. realizó la adaptación a videojuego de plataformas que fue publicada por Activision en Estados Unidos y Reino Unido y por IBSA y posteriormente Proein en España para los ordenadores Commodore 64, Sinclair ZX Spectrum, Amstrad CPC, Commodore Amiga y Atari ST.
También apareció para la consola Nintendo Entertainment System.
En 2004 la empresa India Games Ltd. realizó la adaptación a teléfono móvil.

## Clasificación por edades
| País              | Clasificación                                             |
| ----------------- | --------------------------------------------------------- |
| Alemania oriental | 16                                                        |
| Argentina         | 16                                                        |
| Australia         | M                                                         |
| Canadá            | 13+ (Quebec) AA (Ontario) PA (Manitoba) R (Nueva Escocia) |
| Brasil            | 16                                                        |
| Chile             | 14                                                        |
| España            | 18 (NRM18)                                                |
| Estados Unidos    | R                                                         |
| Filipinas         | R-18                                                      |
| Finlandia         | K-16                                                      |

| País          | Clasificación |
| ------------- | ------------- |
| Hong Kong     | IIB           |
| Italia        | T             |
| Islandia      | 16            |
| Noruega       | 15            |
| Nueva Zelanda | M             |
| Países Bajos  | 16            |
| Perú          | 18            |
| Reino Unido   | 18            |
| Singapur      | PG            |
| Suecia        | 15            |
| Venezuela     | B             |
| México        | B15           |
| Japón         | R-15          |